# Suchynia
Suchynia – wieś w Polsce położona w województwie lubelskim, w powiecie kraśnickim, w gminie Kraśnik.
Wieś szlachecka położona była w drugiej połowie XVI wieku w powiecie urzędowskim województwa lubelskiego. W latach 1975–1998 miejscowość administracyjnie należała do ówczesnego województwa lubelskiego.
W latach 1928–1972 w granicach miasta Kraśnika. Działkę nr 674 obrębu ewidencyjnego Suchynia (stanowiącą rzekę Wyżnica) włączono do Kraśnika 1 stycznia 2011.
Wieś stanowi sołectwo gminy Kraśnik. Według Narodowego Spisu Powszechnego (III 2011 r.) wieś liczyła 518 mieszkańców.

## Urodzeni w Suchyni
Józef Maria Leon Miłkowski (ur. 31 maja 1873 w Suchyni, zm. 30 maja 1947 w Nowej Sobótce) –   duchowny Kościoła Starokatolickiego Mariawitów.